# Cantoral de la Peña

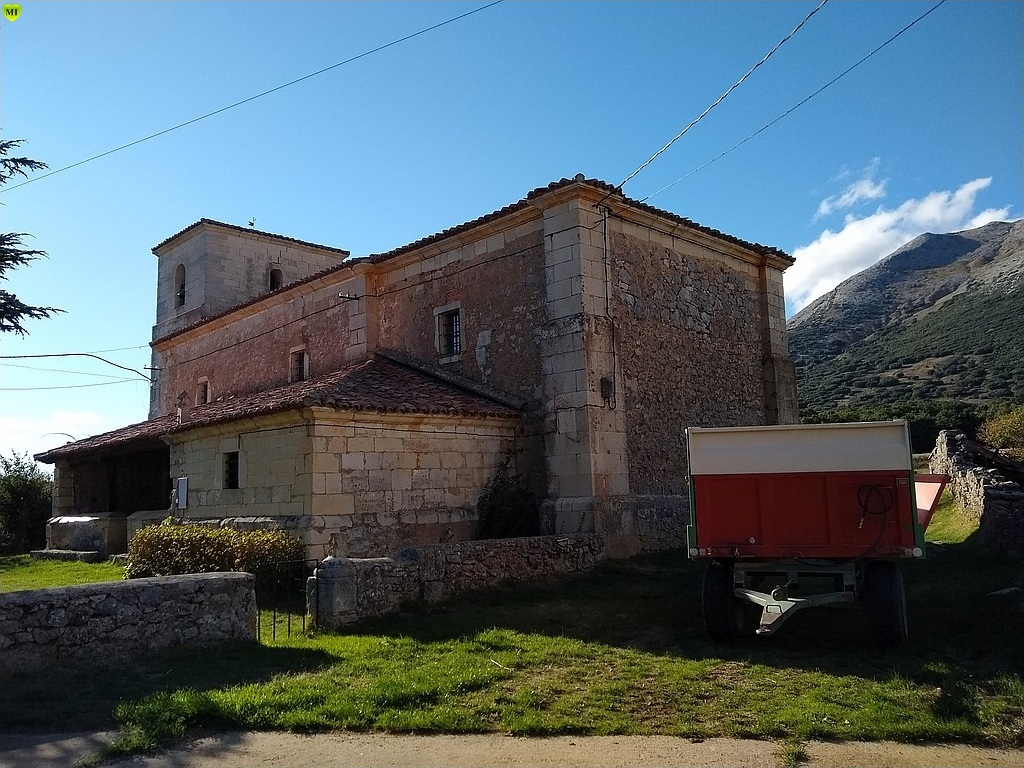
Iglesia parroquial (vista general)

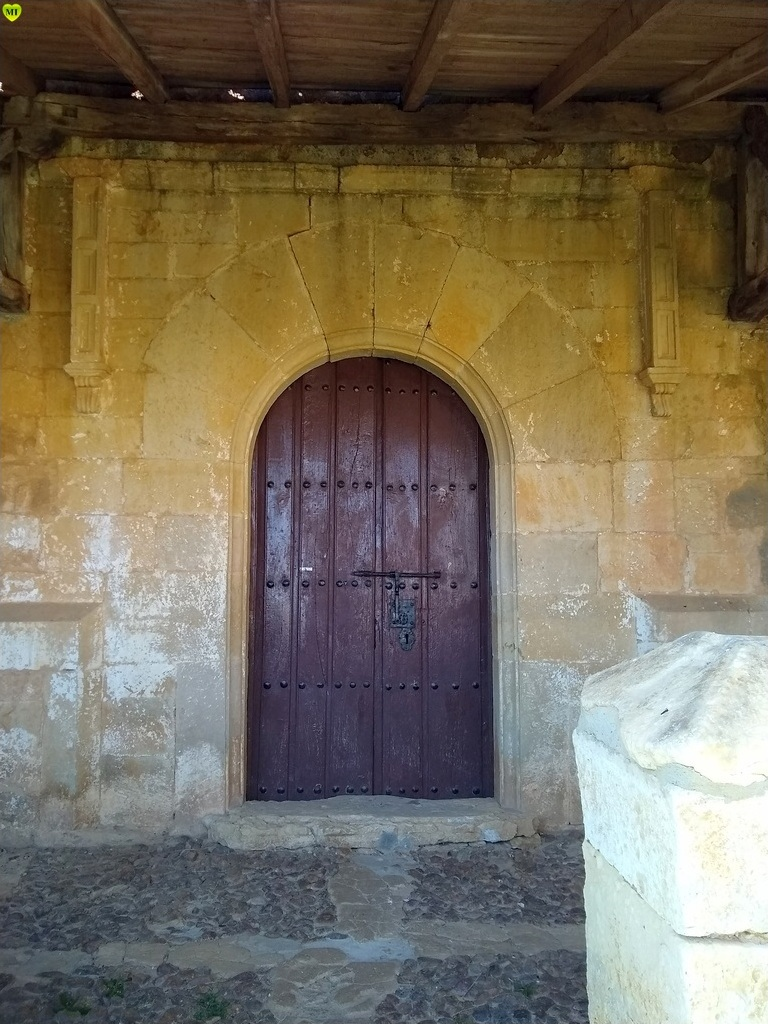
Portada de la iglesia

Cantoral de la Peña es una localidad del municipio de Castrejón de la Peña en la provincia de Palencia, en la Comunidad Autónoma de Castilla y León, España. Está a una distancia de 4,4 km de Castrejón de la Peña, la capital municipal de la comarca. Ubicada a los pies de la ruta Jacobea que unía San Vicente de la Barquera con Carrión de los Condes a través del Camino Real de la Valdavia.

## Demografía
Evolución de la población en el siglo XXI
| Gráfica de evolución demográfica de Cantoral de la Peña entre 2000 y 2020 |
|                                                                           |
| Población de derecho (2000-2020) según el padrón municipal del INE        |

## Historia
Tras la caída del Antiguo Régimen, la localidad se constituye en municipio constitucional, denominado entonces Cantoral. En el censo de 1842 contaba con 20 hogares y 104 vecinos, para posteriormente integrarse en Castrejón de la Peña.

## Monumentos
- Iglesia de Santa Ana: Conserva una puerta de acceso románica. La planta del templo está distribuida en una sola nave, que conserva un altar barroco de columnas salomónicas y una casi desconocida pila bautismal románica del siglo XII.
- Oratorio de la Virgen del Pilar: Construido en 1817.

## Galería de imágenes

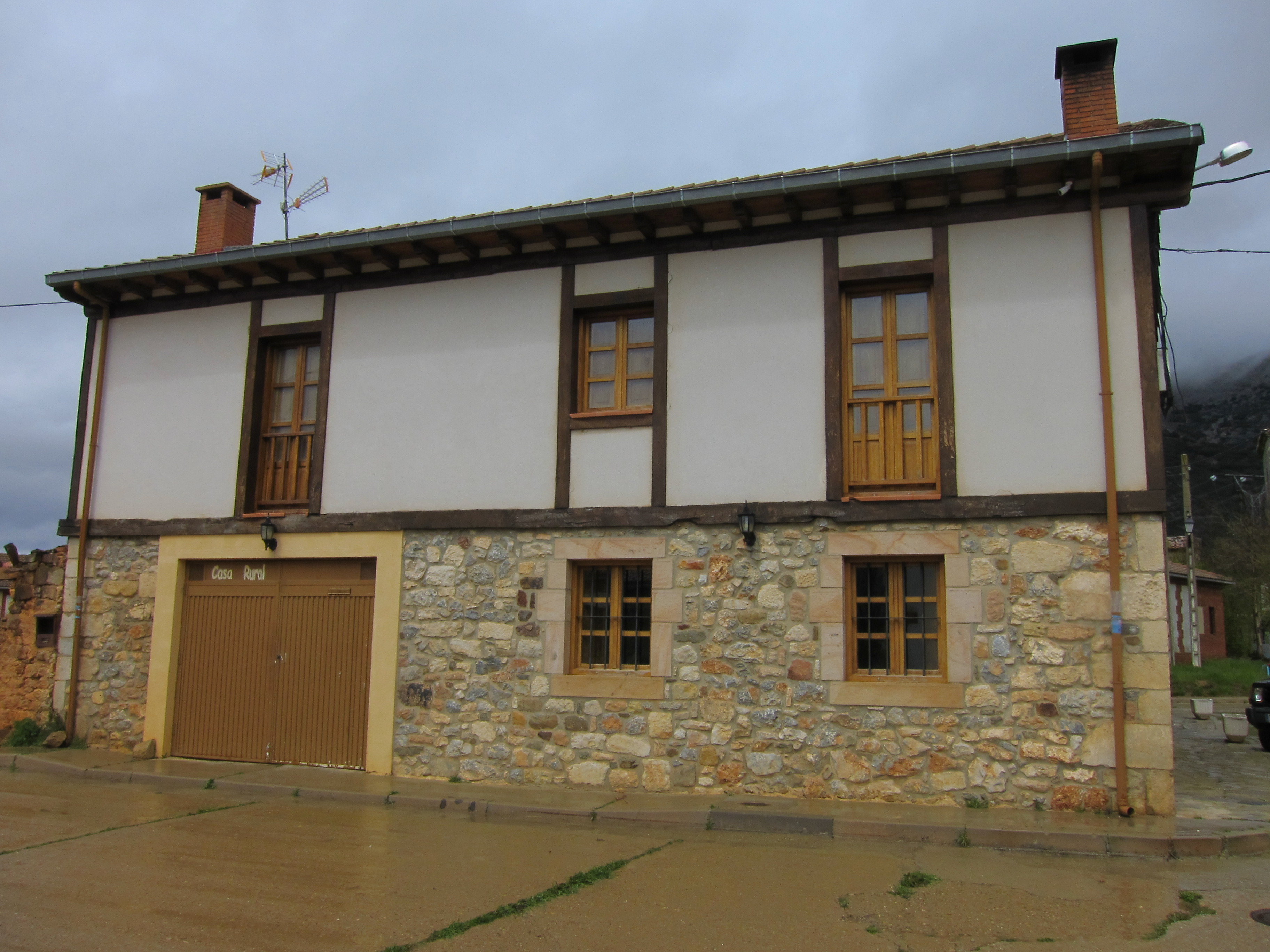
Casa tradicional.
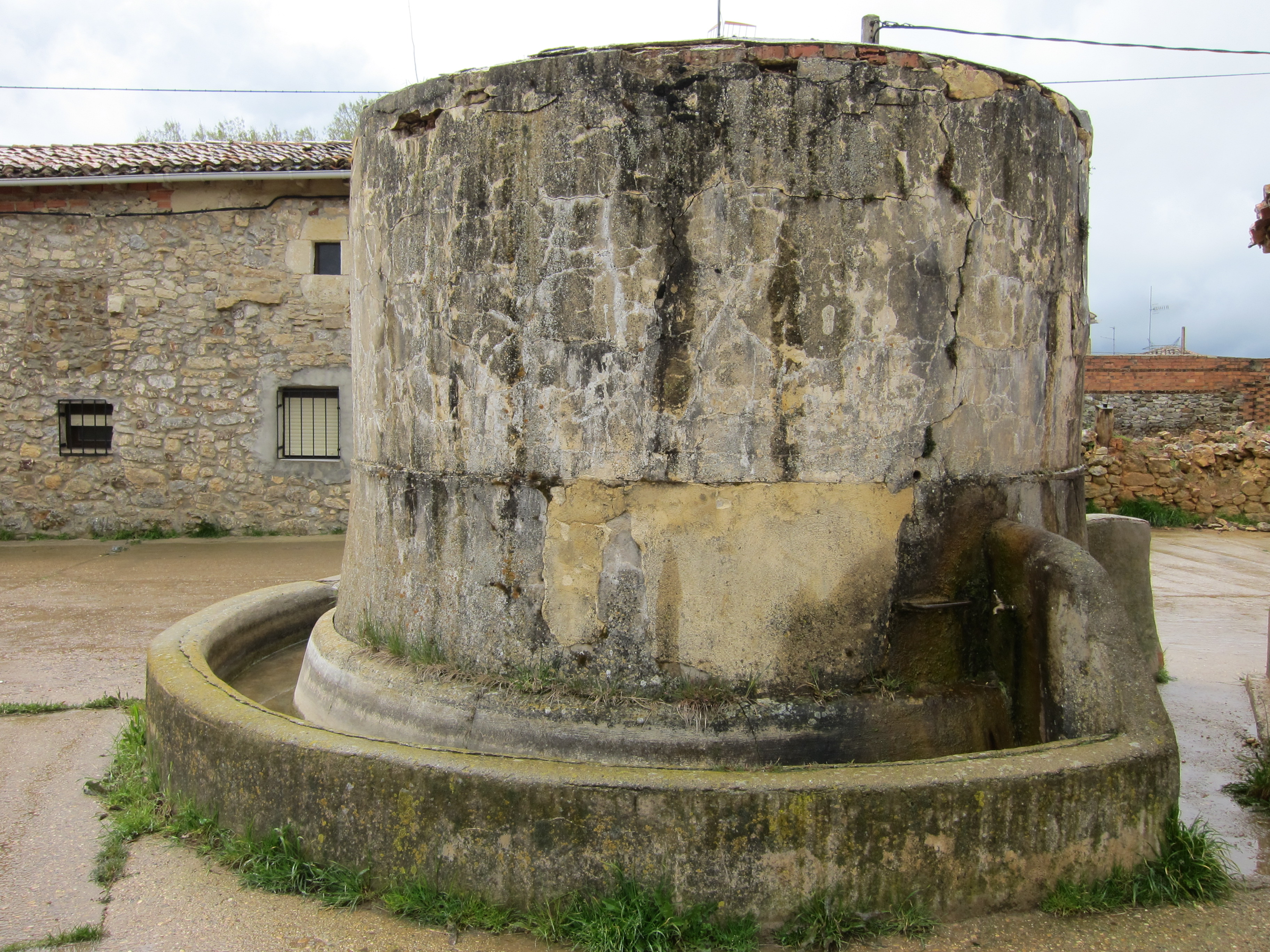
Depósito de agua.
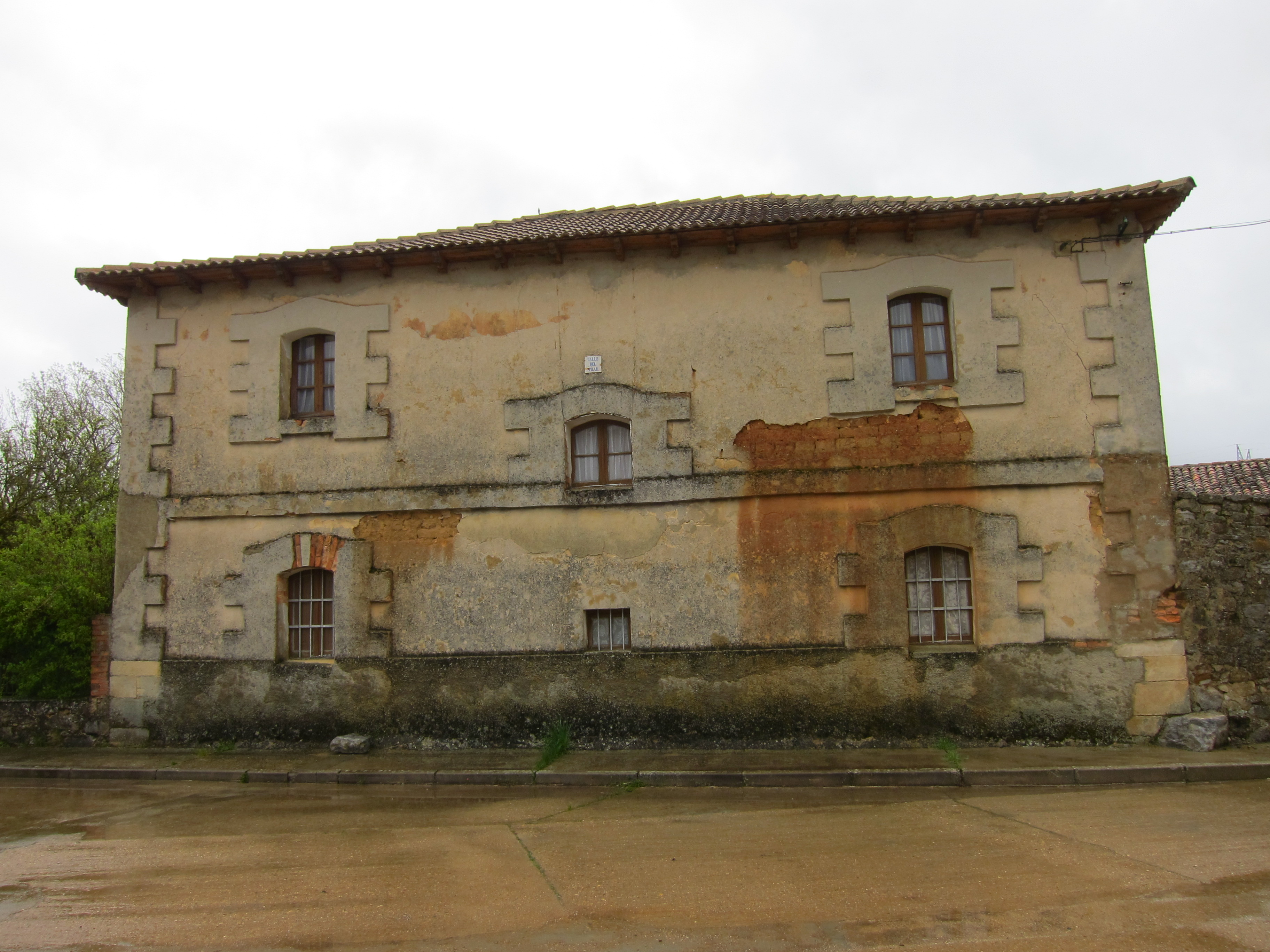
Casa tradicional.
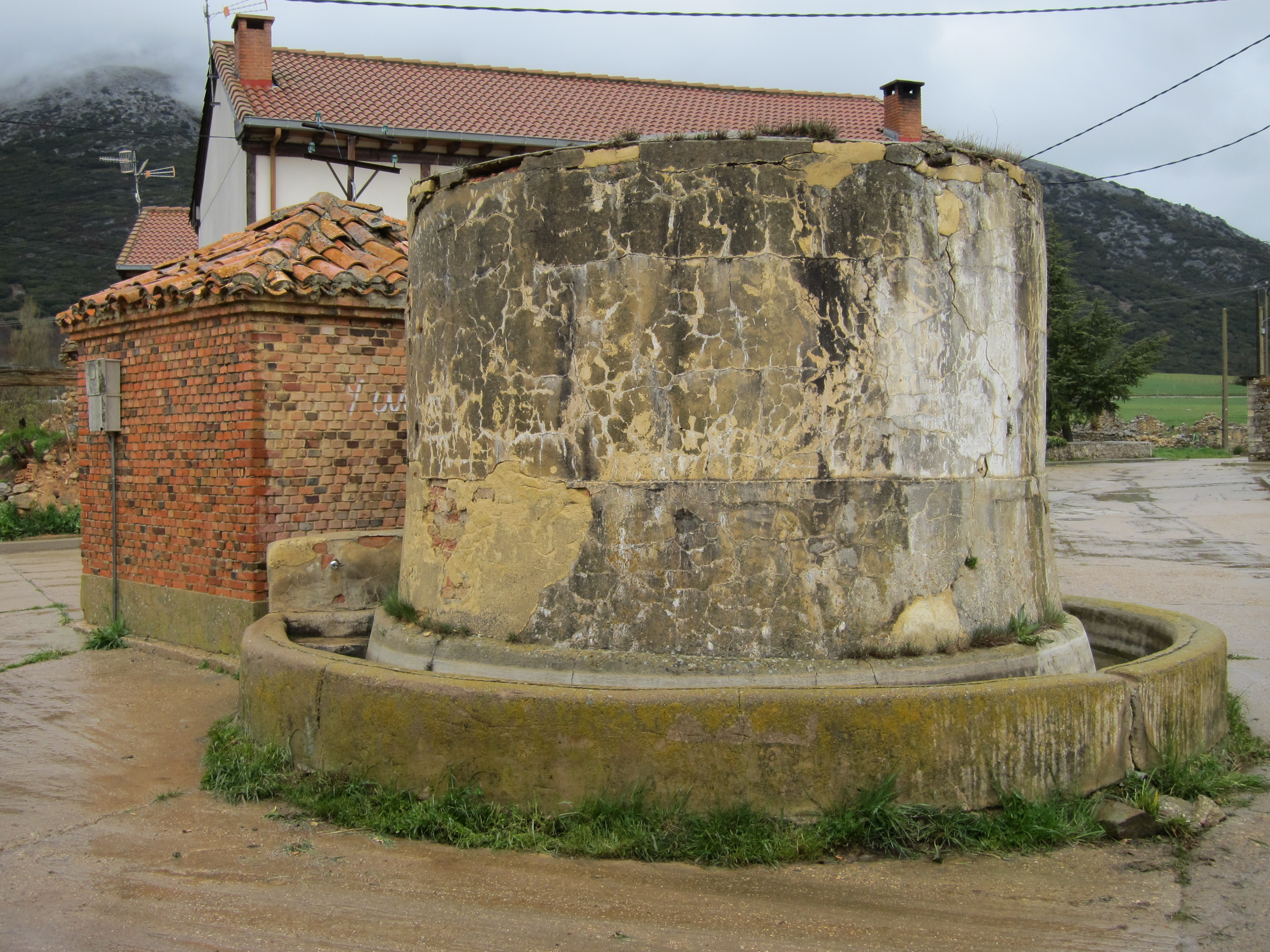
Depósito de agua.
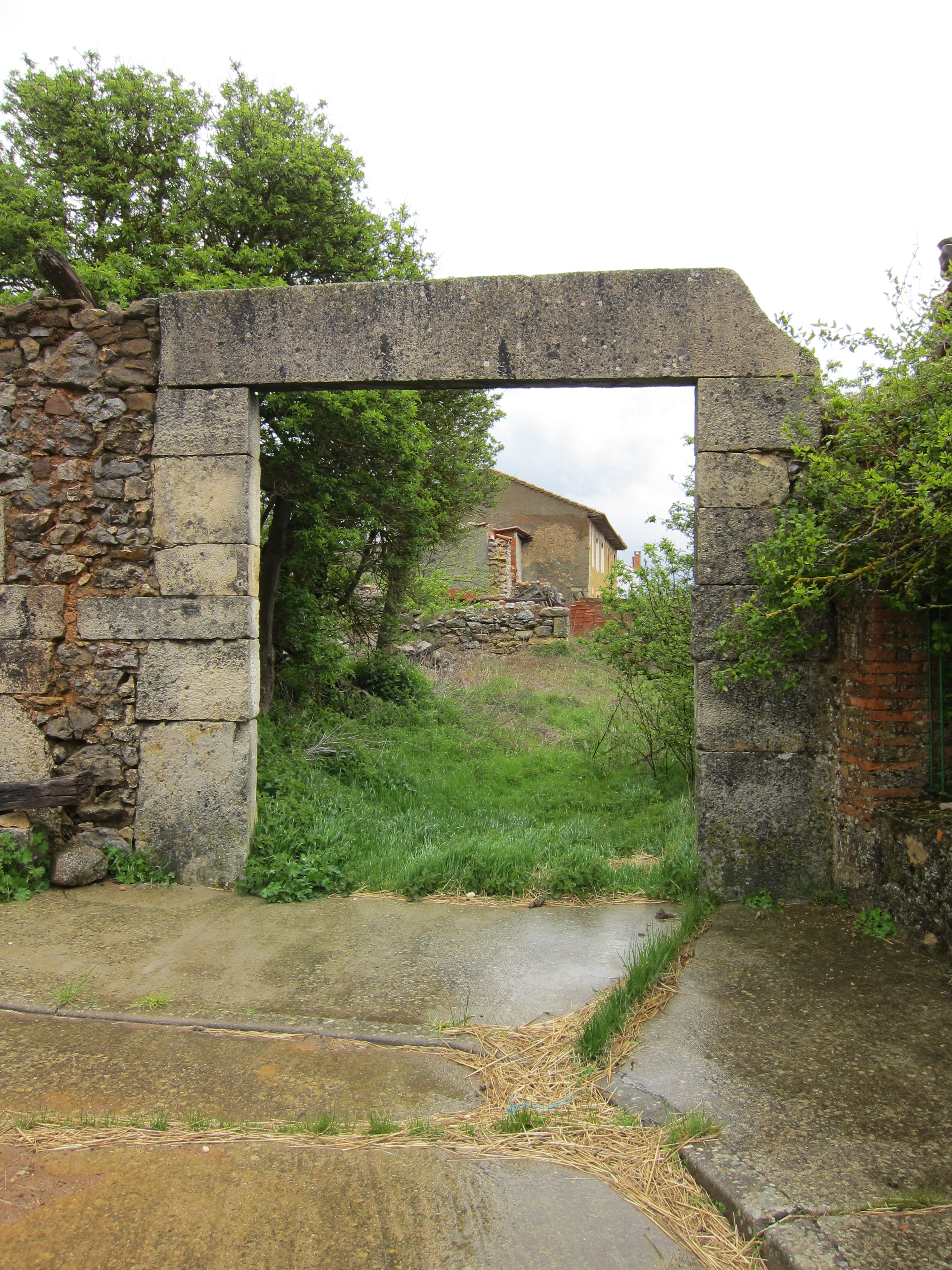
Arco adintelado.
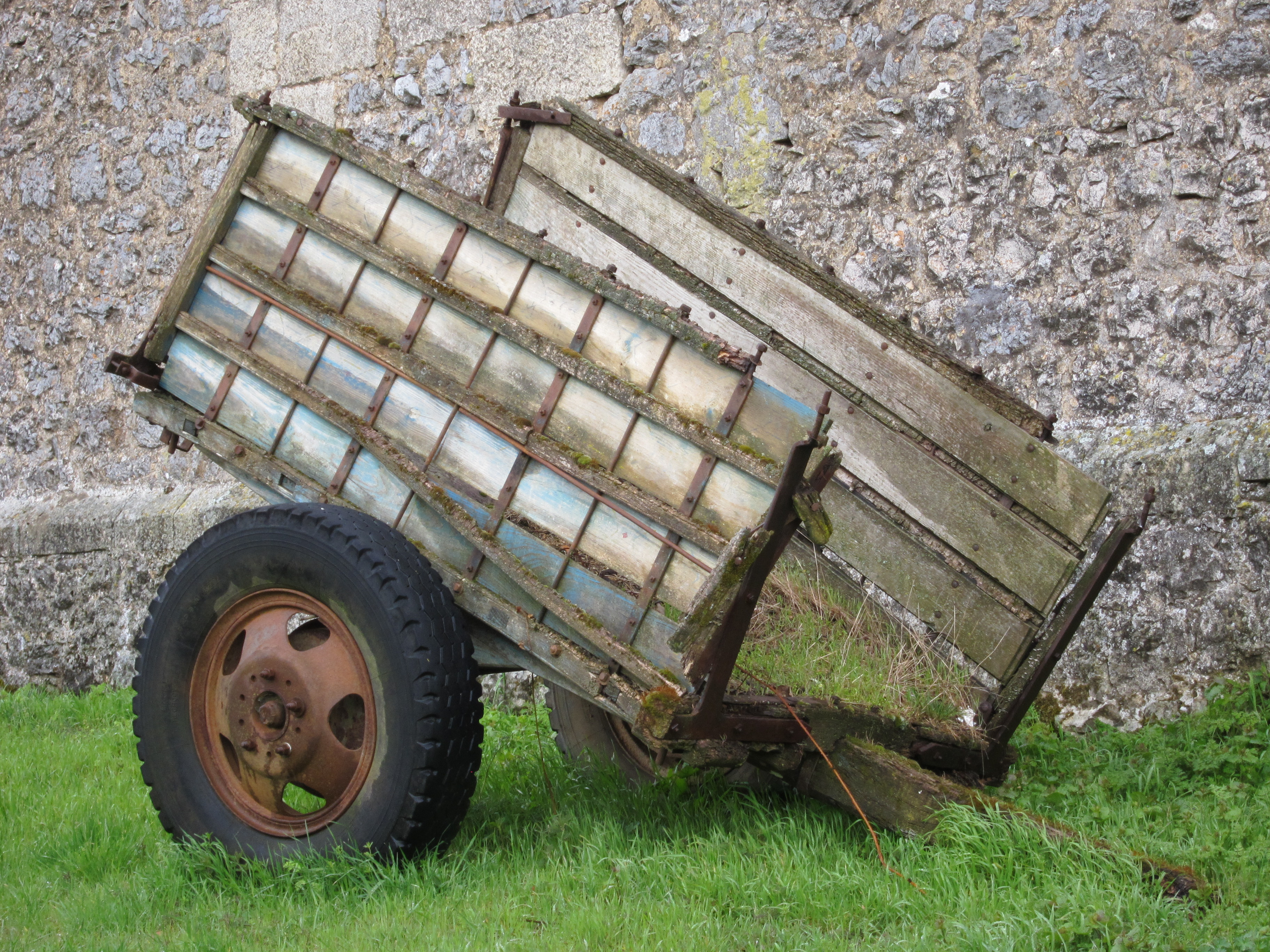
Antiguo carro.
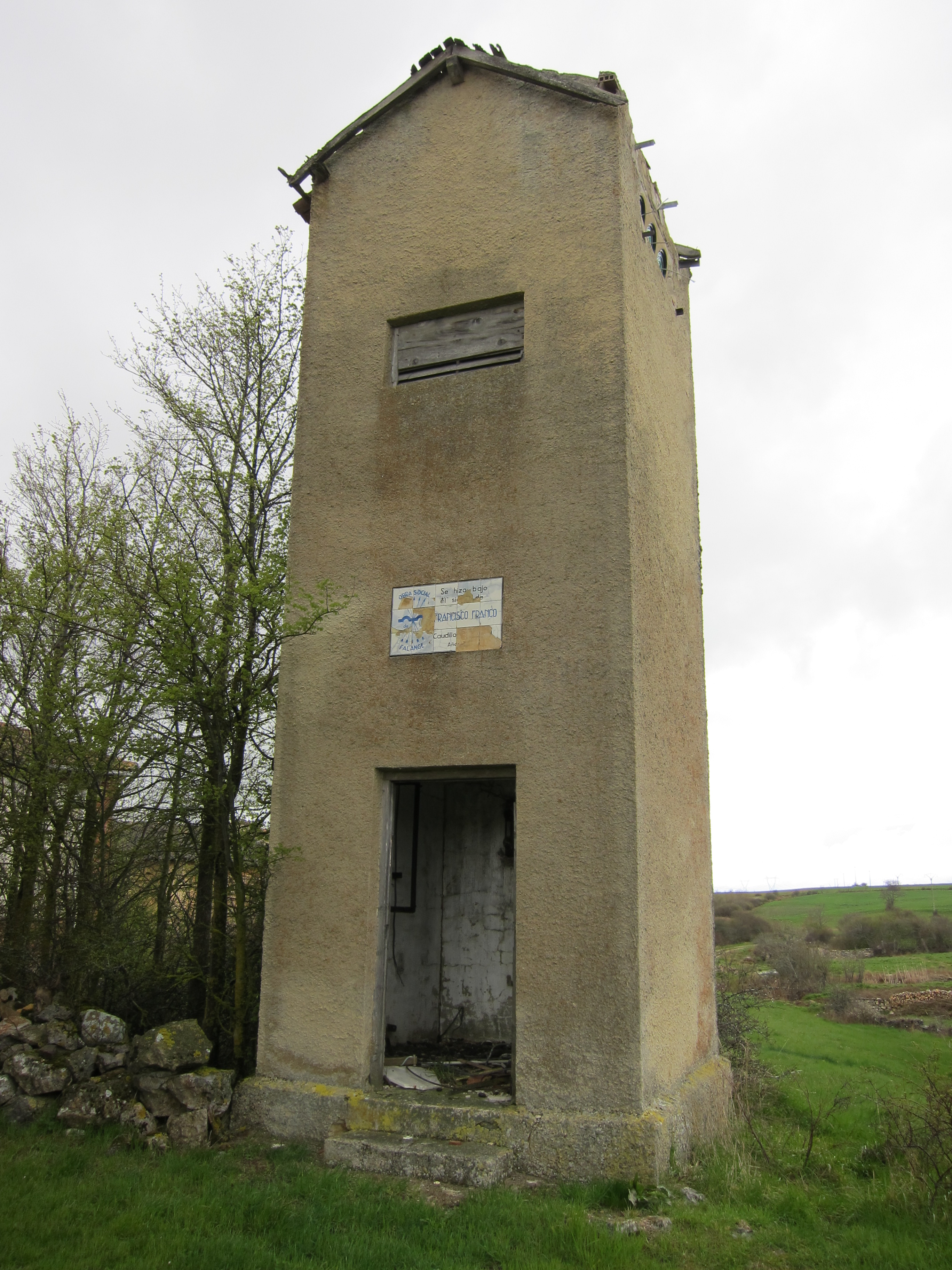
Transformador de luz de mediados del siglo XX.
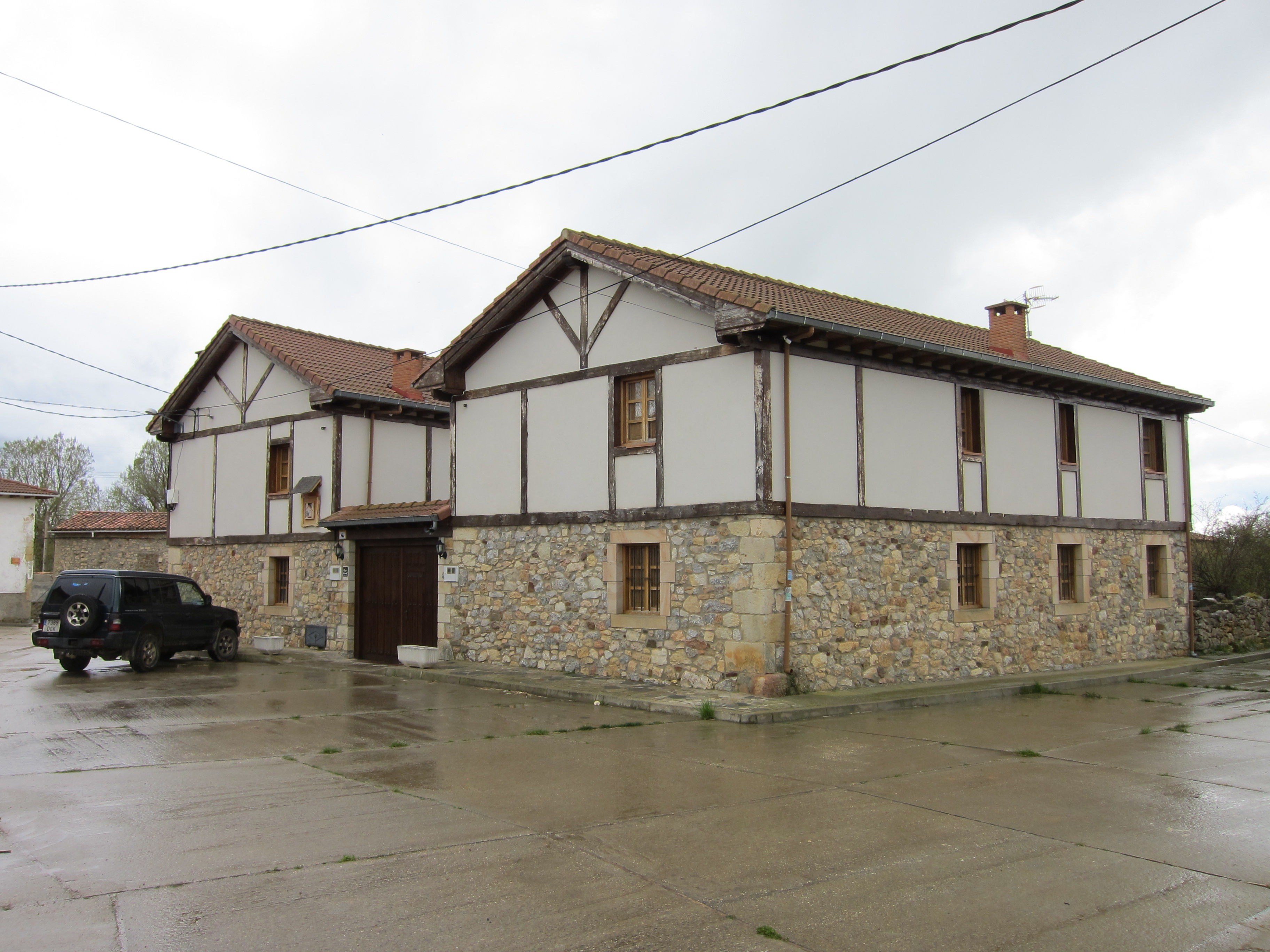
Alojamioento rural.
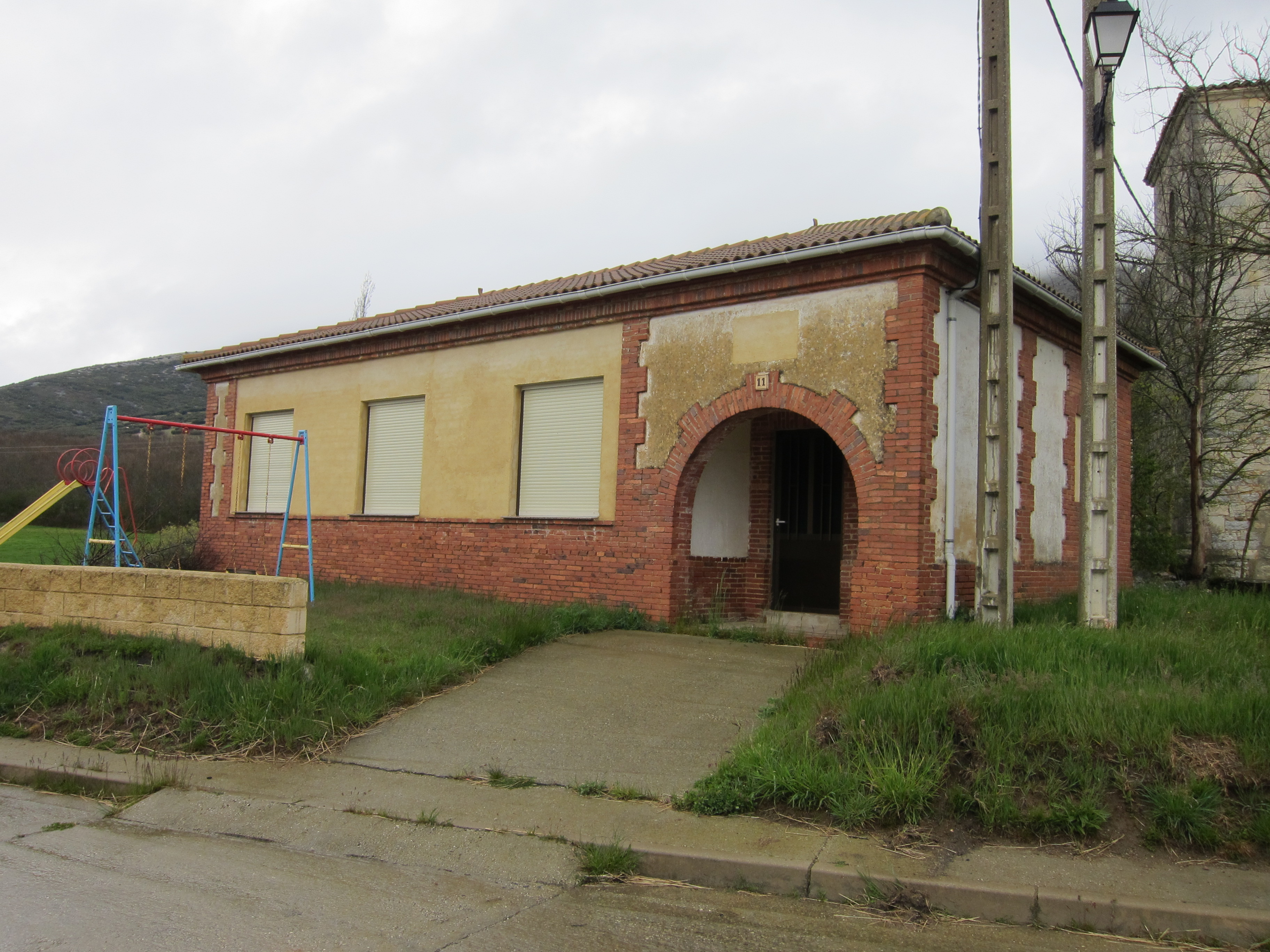
Antiguas escuelas nacionales.
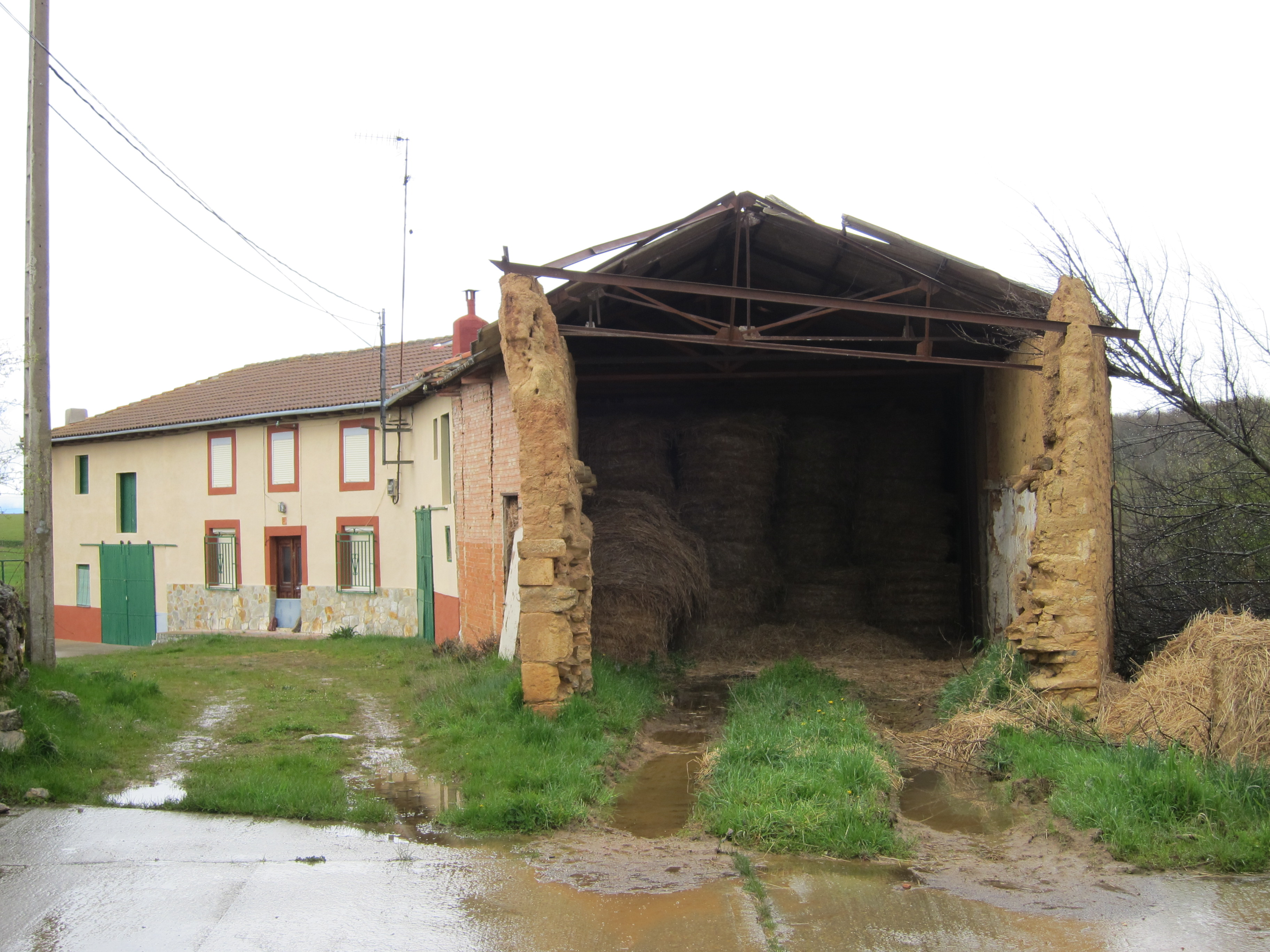
Casa tradicional.
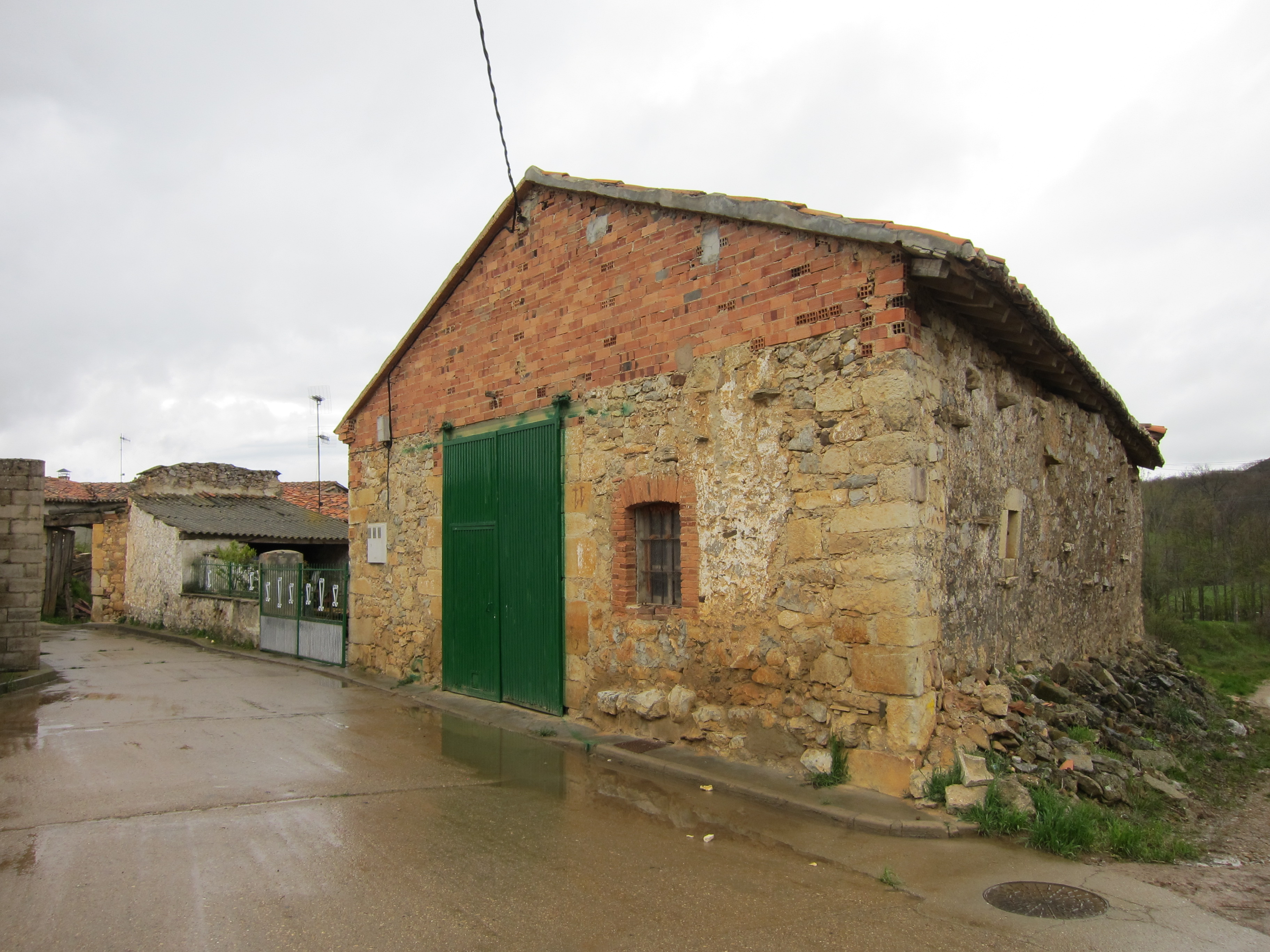
Casa tradicional.
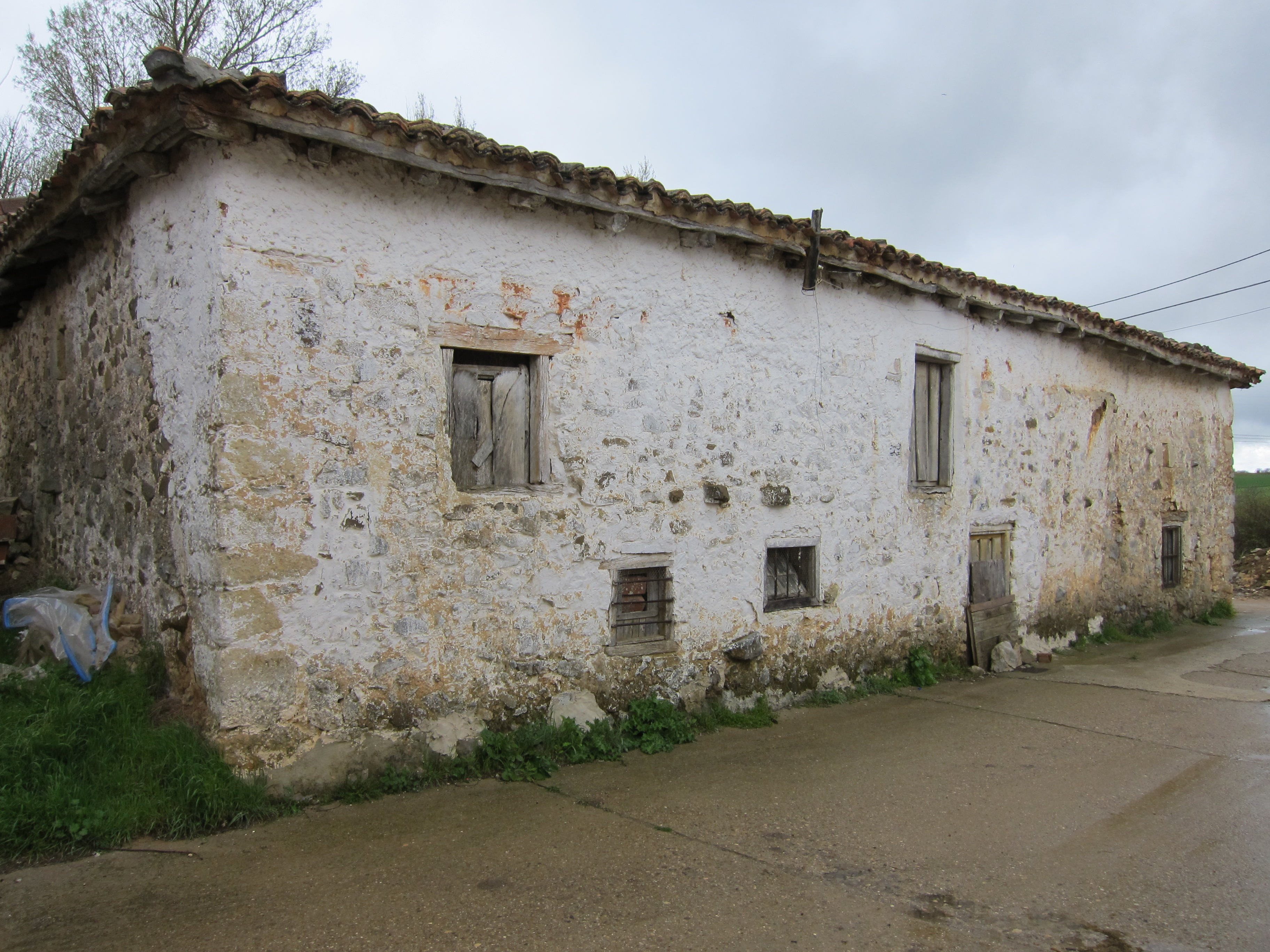
Casa tradicional.
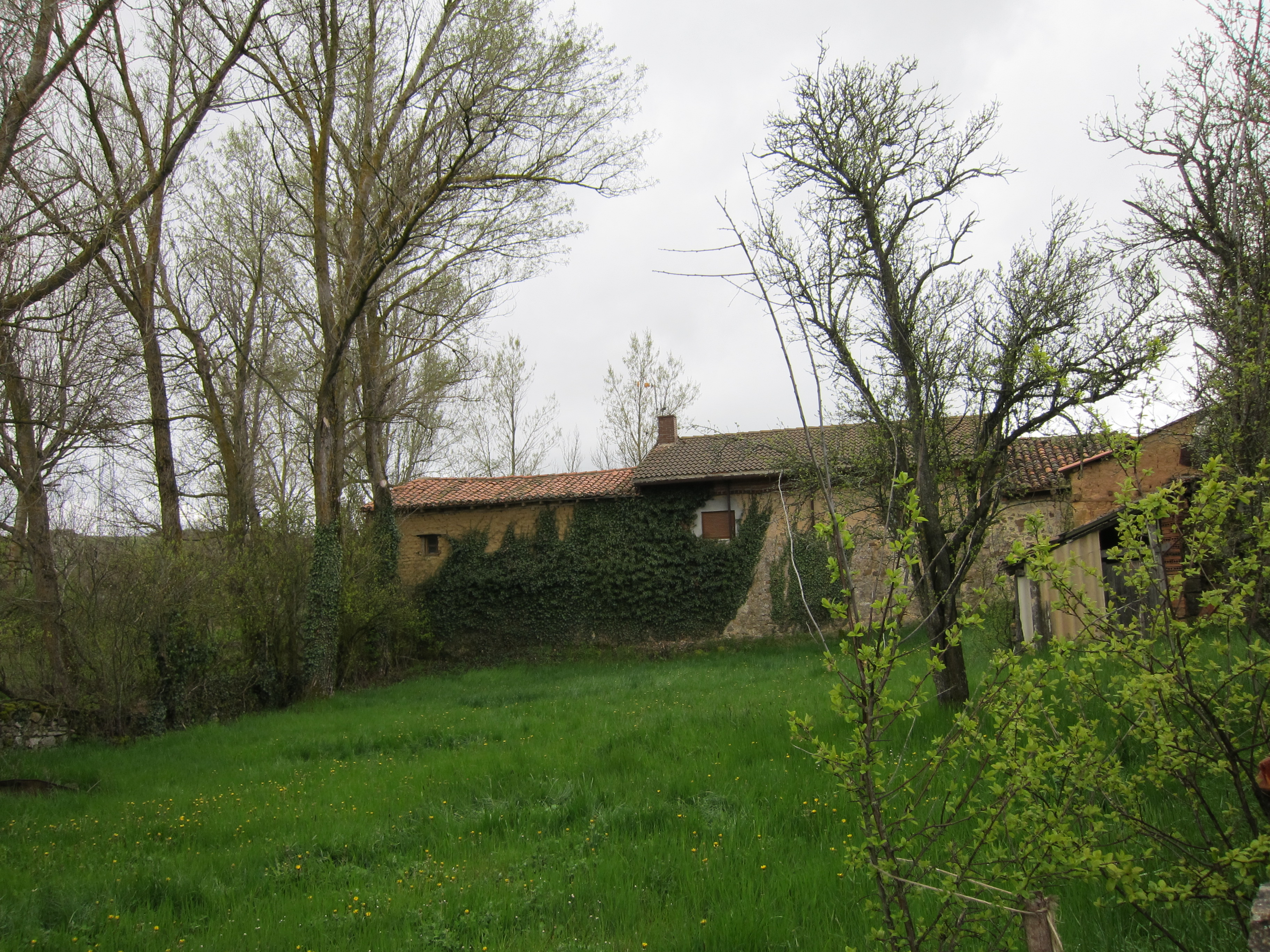
Vista de las huertas.
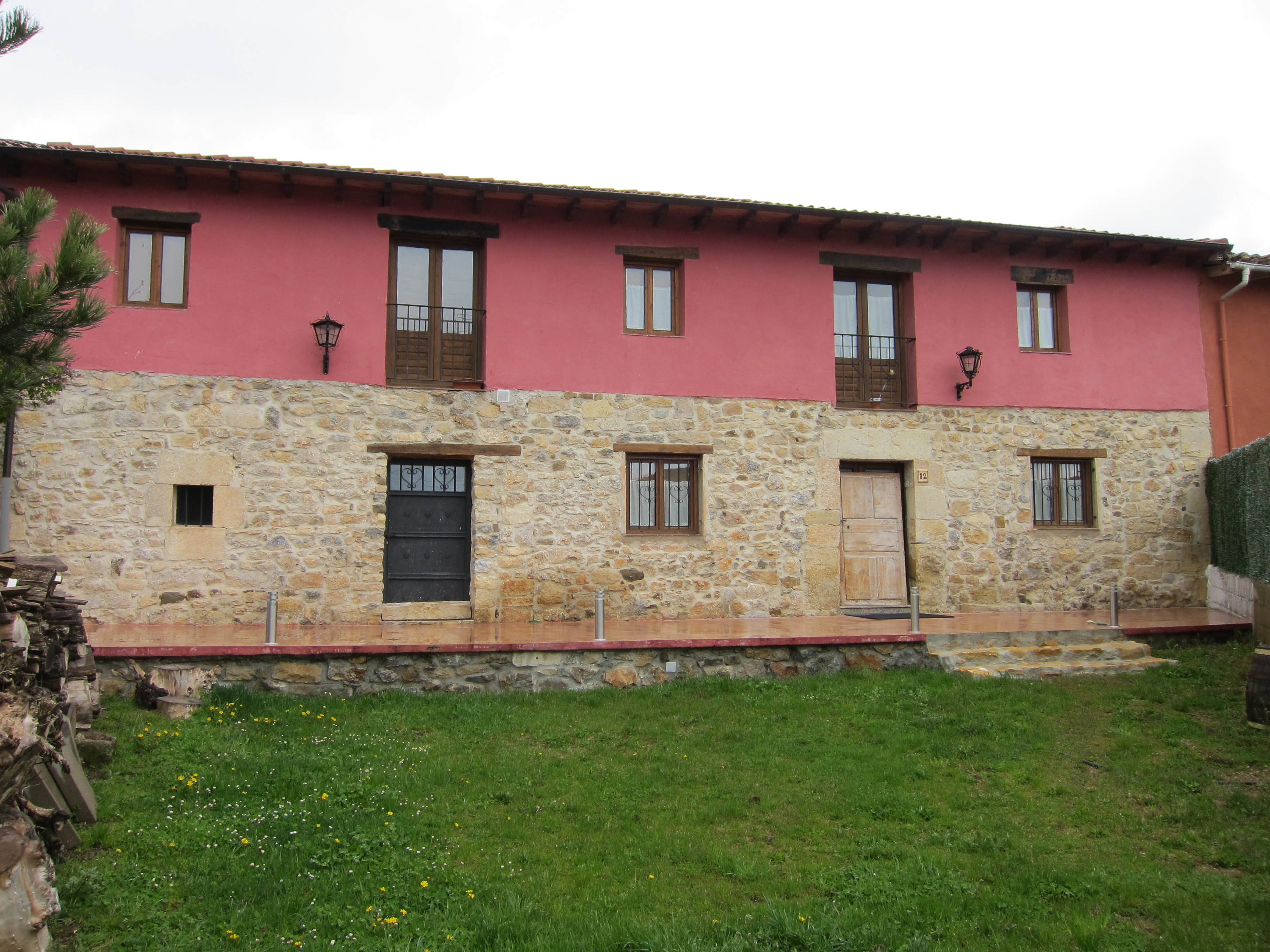
Casa tradicional.
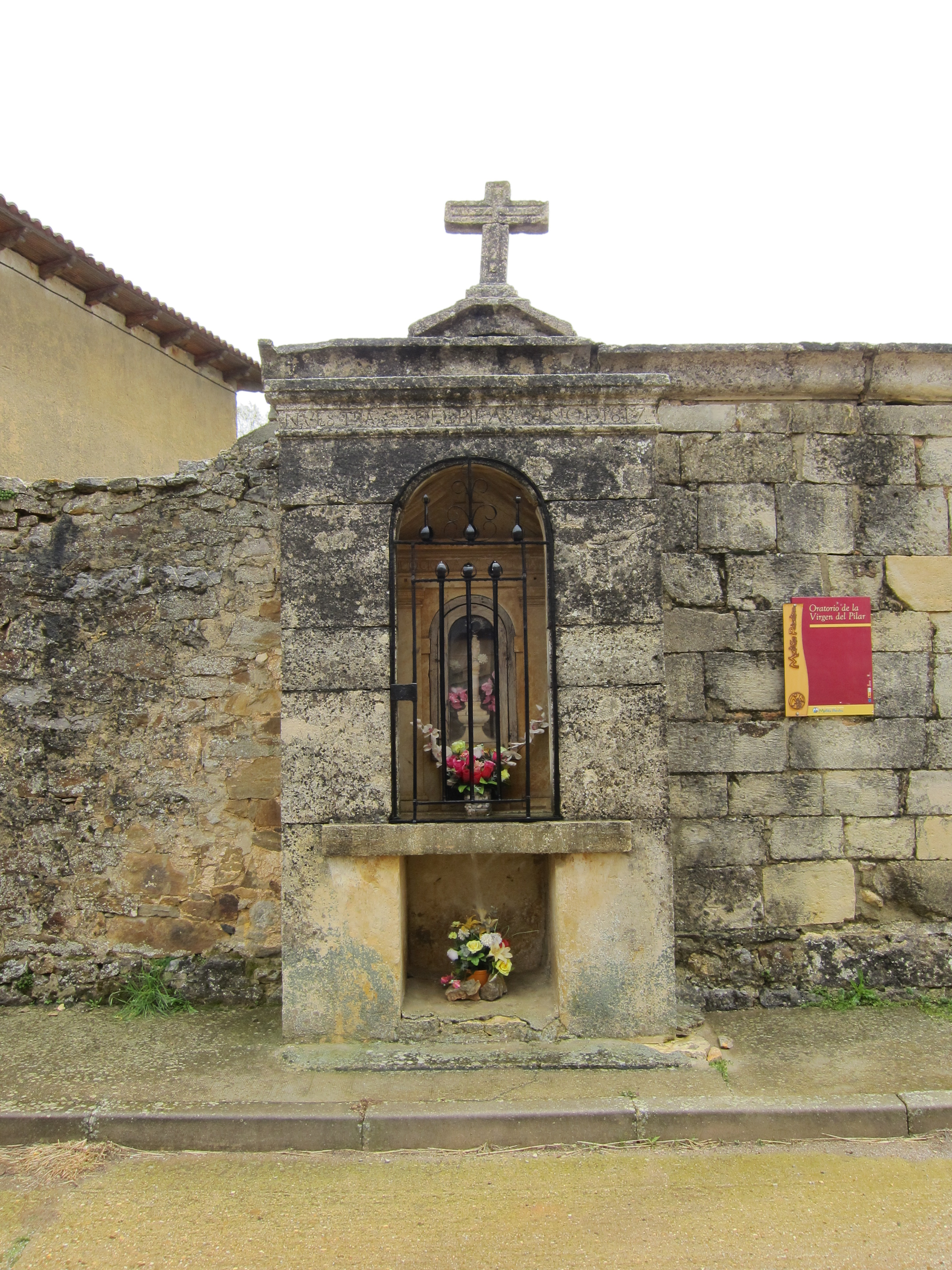
Oratorio de la Virgen del Pilar.
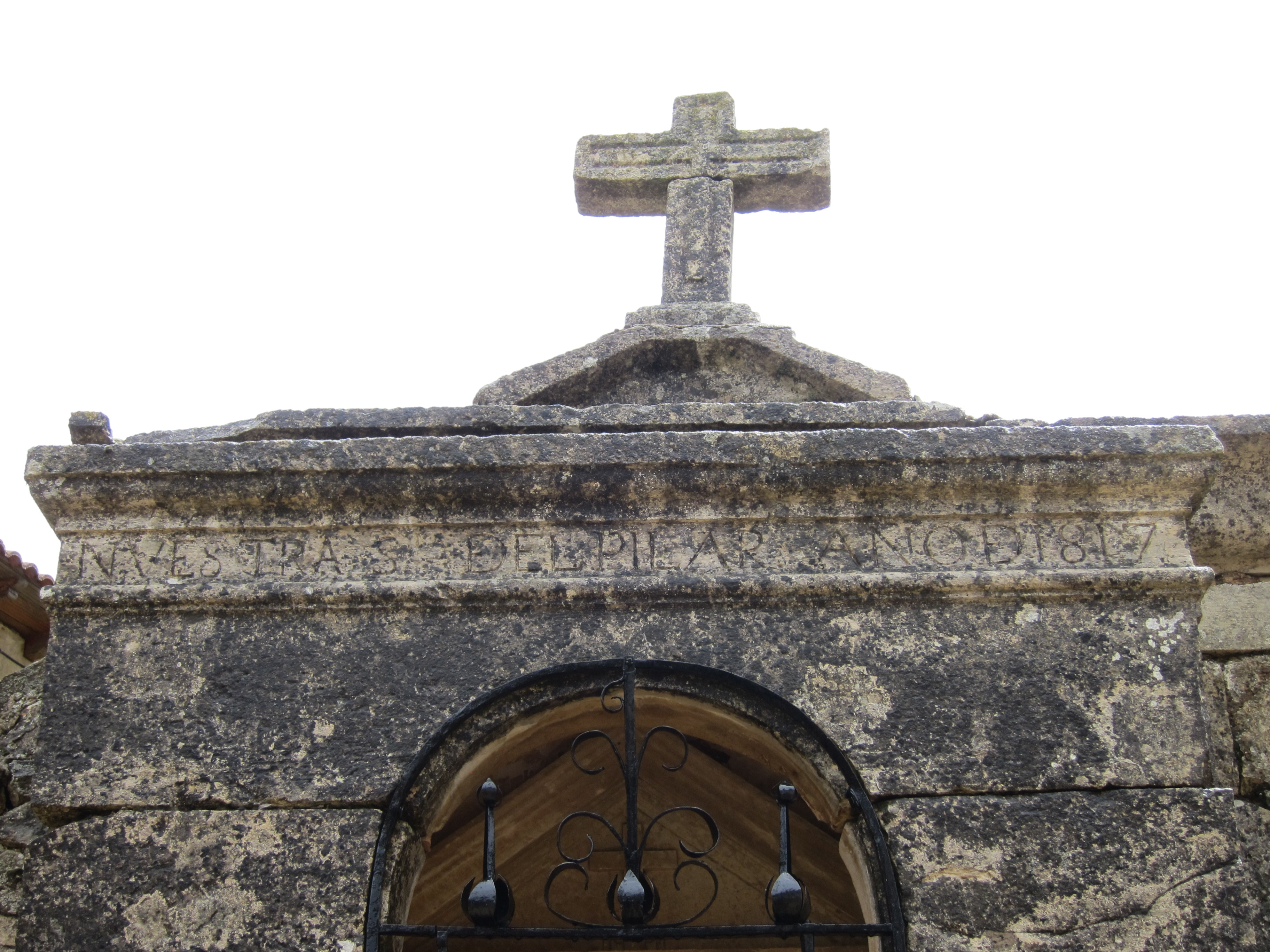
Detalle Oratorio de la Virgen del Pilar.
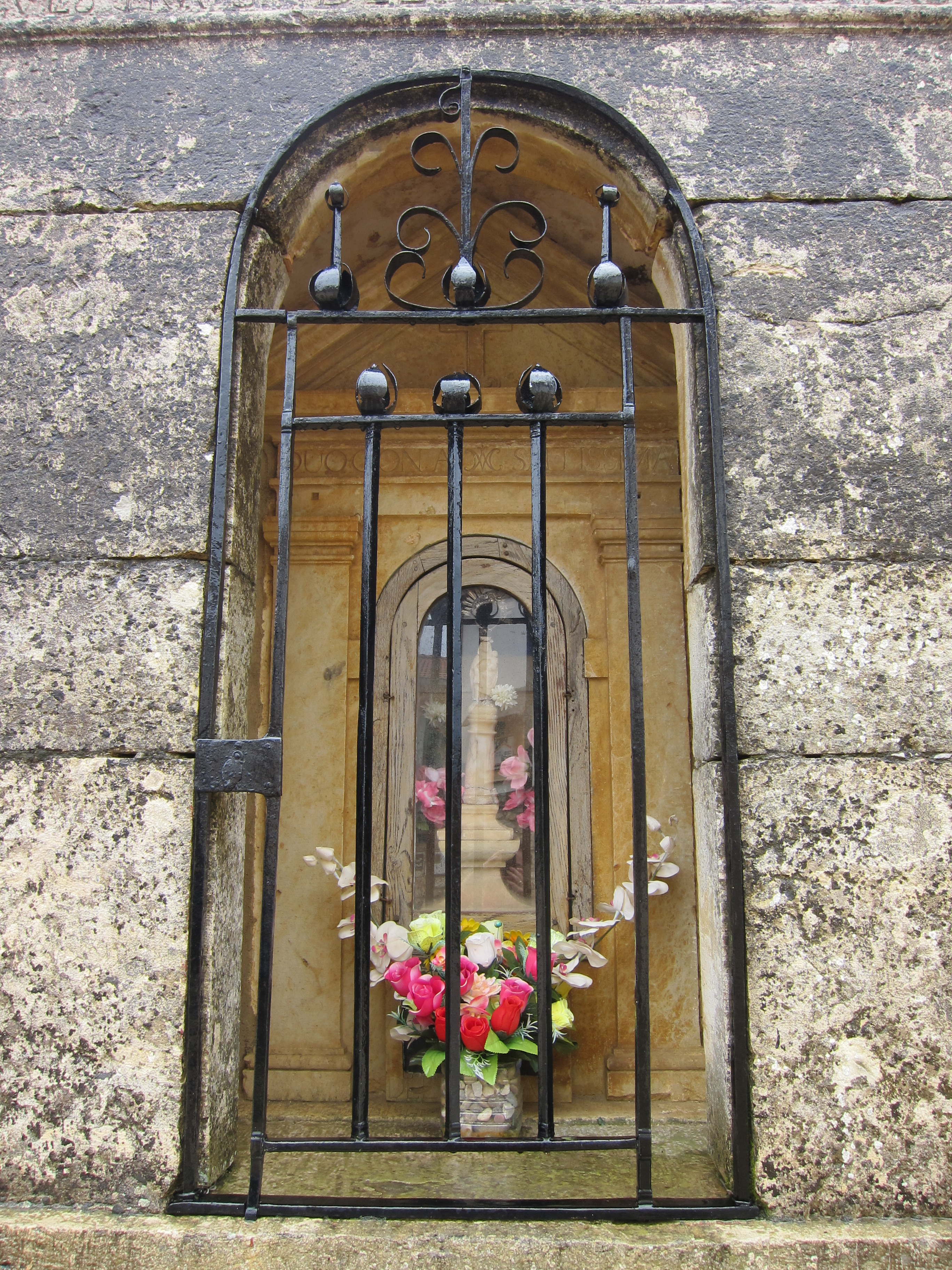
Detalle Oratorio de la Virgen del Pilar.